# Брейди, Николас
Николас Брейди Nicholas Brady (28 октября 1659 - 20 мая 1726), англиканский богослов и Поэт, родился в Бандоне, Ирландия.Он был вторым сыном Николая Брэди-старшего и его жены Марты Гернон, дочери судьи и писателя Люка Гернона: его пра-прадедом был Хью Брейди, первый епископ Миде. Он получил образование в Вестминстерской школе и в Крайст-Чёрч; является выпускником Тринити-колледжа в Дублине.
Его наиболее известное произведение (в соавторстве с Наумом Тейтом) - New Version of the Psalms of David (1696).